# Eric II di Pomerania-Wolgast
Eric II di Pomerania-Wolgast, della casa dei Greifen (Wolgast, tra il 1418 e il 1425 – Wolgast, 5 luglio 1474), fu Duca di Pomerania-Wolgast dal 1457 al 1474; era figlio di Vartislao IX di Pomerania-Wolgast e di Sofia di Sassonia-Lauenburg, figlia a sua volta di Eric IV di Sassonia-Lauenburg; apparteneva al casato dei Greifen.

## Biografia
Nel 1451 Wartislaw IX organizzò il matrimonio di suo figlio con Sofia, figlia di Boghislao IX di Pomerania-Stolp ed erede di Eric I di Pomerania-Stolp, che era stato inoltre re dell'Unione di Kalmar. Il matrimonio con questa lontana parente garantì ad Eric II di entrare in possesso delle terre di Eric I nella Pomerania Anteriore. Inoltre, Eric I fece in modo che il territorio di Lauenburg-Bütow, lungo i confini della Pomerelia, venisse concesso dal re polacco ad Eric II; ciò avvenne il 3 gennaio 1455, come ricompensa per l'aiuto concesso alla Polonia nelle sue battaglie contro i Cavalieri Teutonici.
Nel 1456 Eric prese il controllo di Maszewo nella Pomerania Anteriore, nonostante la cittadina non fosse inclusa nella sua parte di Pomerania. Questo portò ad una serie di conflitti con Ottone III, duca di Pomerania-Stettino, ed anche con Eric I. Benché le città della Pomerania furono in grado di negoziare dei trattati tra i vari duchi che portarono ad un compromesso, siglato il 16 gennaio 1457 a Rügenwalde, Eric perse così il supporto degli altri duchi di Pomerania.
Nell'agosto 1457 Eric II si trovava a cacciare nelle foreste nei pressi di Horst, al di fuori delle proprie terre, all'interno dei possedimenti della città anseatica di Greifswald; con un ulteriore spregio dei diritti della città egli ordinò ai contadini del posto di aiutarlo. Il sindaco di Greifswald, Heinrich Rubenow, si mise alla guida dei cittadini di Greifswald e Stralsund in un tentativo di arrestare Eric; essi riuscirono a catturare le sue guardie, ma il Duca fu in grado di fuggire. Da questo momento, egli fu osteggiato non solo dai co-governanti della Pomerania, ma anche dalle città.
Dopo la morte di suo padre Wartislaw IX, alla fine del 1457, Eric ricevette la Pomerania-Wolgast assieme al fratello minore, Wartislaw X; essi suddivisero quindi il ducato e Wartislaw tenne per sé il Principato di Rügen (che comprendeva Rügen, Barth, Tribsees e Grimmen), mentre Eric conservò la parte orientale. Alla morte di Eric I, nel 1459, Eric II ottenne la Pomerania-Stolp e la Pomerania-Rügenwalde in base alle pretese di successione della moglie. Benché nella realtà fosse un ducato partizionato, la Pomerania era concessa come un unico feudo in regime di co-governo a più duchi (zur gesamten Hand). Eric II non rispettò però i diritti di Wartislaw X come co-reggente, quindi quest'ultimo strinse un'alleanza con il Margraviato di Brandeburgo, che firmò il 6 settembre 1459 ad Angermünde; diede in pegno l'aria settentrionale dell'Uckermark brandeburghese al margravio Federico II, della Casata di Hohenzollern, ed in cambio ottenne la protezione militare contro il fratello.
La moglie di Eric, capendo di non poter esercitare il potere come essa riteneva di meritare, essendo l'erede di Eric I, si ritirò nel castello di Rügenwalde a vivere con Hans di Maszerski.
Nel 1464, il cugino di Eric, Ottone III di Pomerania-Stettino morì di peste nera, lasciando ad Eric e Wartislaw, nonché al brandeburghese Federico II, delle pretese sulla sua eredità. Nel 1466 Eric II e Wartislaw X raggiunsero un accordo con l'Elettore di Brandeburgo a Soldin, ma il contratto non venne rispettato e venne risolto con una campagna militare; consapevole del fatto che non avrebbe potuto opporsi al Brandeburgo senza alleati, Eric cercò di concludere il conflitto alleandosi con la Polonia e nel 1470 invase la Neumark. I brandeburghesi, dal loro canto, videro confermate le loro pretese sulla Pomerania dall'imperatore Federico III, il quale ordinò ad Eric II e a Wartislaw X di riconoscere la suzeraineté del Brandeburgo. Il duca Enrico di Meclemburgo si assunse il ruolo di mediatore e le sue armate si spostarono ad Oriente lungo il fiume Tollense, consentendo all'esercito brandeburghese di avanzare a Nord dalla Uckermark seguendo il Randow. La guerra si concluse con la Pace di Prenzlau del 31 maggio 1472 ed i Duchi di Pomerania dovettero prestare giuramento di fedeltà all'Elettore di Brandeburgo, che ottenne nuovamente il diritto di successione sulla Pomerania nel caso di estinzione della Casata di Greifen.
Eric II morì nel 1474 di una malattia simile alla peste; venne sepolto nell'abbazia di Eldena, nei pressi di Greifswald. Gli succedette il figlio Boghislao X.

## Matrimonio e discendenza
Eric II sposò Sofia di Pomerania-Stolp; con la moglie ebbe nove figli:
- Boghislao, duca di Pomerania dal 1474 al 1523 con il nome di Boghislao X;
- Casimiro (1455 circa  – 1474);
- Vartislao (dopo il 1465 – 1475);
- Barnim (dopo il 1465 – 1474);
- Elisabetta († 1516), priora del convento femminile di Verchen;
- Sofia (1460-1504), sposò il duca Magnus II di Meclemburgo-Schwerin;
- Margherita († 1526), sposò il duca Balthasar di Meclemburgo (1451–1507), amministratore del principato vescovile di Hildesheim e Schwerin;
- Caterina (1465, sposò il duca Enrico IV di Brunswick-Lüneburg (1463–1514), principe di Wolfenbüttel;
- Maria († 1512), badessa a Wollin.

## Ascendenza
|                                                                        |                                          |                                             | Genitori                                                            |  |  | Nonni |  |  | Bisnonni                                  |  |  | Trisnonni                                |  |
|                                                                        |                                          |                                             |                                                                     |  |  |       |  |  | Vartislao VI, V duca di Pomerania-Wolgast |  |  | Barnim IV, III duca di Pomerania-Wolgast |  |
|                                                                        |                                          |                                             |                                                                     |  |  |       |  |  | Vartislao VI, V duca di Pomerania-Wolgast |  |  | Barnim IV, III duca di Pomerania-Wolgast |  |
|                                                                        |                                          | Sofia di Werle                              |                                                                     |  |  |       |  |  | Vartislao VI, V duca di Pomerania-Wolgast |  |  |                                          |  |
| Barnim VI, VI duca di Pomerania-Wolgast                                |                                          |                                             |                                                                     |  |  |       |  |  | Vartislao VI, V duca di Pomerania-Wolgast |  |  |                                          |  |
|                                                                        |                                          | Anna di Meclemburgo-Stargard                | Giovanni I, I duca di Meclemburgo-Stargard                          |  |  |       |  |  |                                           |  |  |                                          |  |
|                                                                        |                                          | Anna di Meclemburgo-Stargard                | Giovanni I, I duca di Meclemburgo-Stargard                          |  |  |       |  |  |                                           |  |  |                                          |  |
|                                                                        |                                          | Anna di Meclemburgo-Stargard                | Anna di Schauenburg-Pinneberg                                       |  |  |       |  |  |                                           |  |  |                                          |  |
| Vartislao IX, VII duca di Pomerania-Wolgast                            |                                          | Anna di Meclemburgo-Stargard                |                                                                     |  |  |       |  |  |                                           |  |  |                                          |  |
|                                                                        |                                          | Federico V, XII burgravio di Norimberga     | Giovanni II, XI burgravio di Norimberga                             |  |  |       |  |  |                                           |  |  |                                          |  |
|                                                                        |                                          | Federico V, XII burgravio di Norimberga     | Giovanni II, XI burgravio di Norimberga                             |  |  |       |  |  |                                           |  |  |                                          |  |
|                                                                        |                                          | Federico V, XII burgravio di Norimberga     | Elisabetta di Henneberg                                             |  |  |       |  |  |                                           |  |  |                                          |  |
| Veronica di Norimberga                                                 |                                          | Federico V, XII burgravio di Norimberga     |                                                                     |  |  |       |  |  |                                           |  |  |                                          |  |
|                                                                        |                                          | Elisabetta di Meißen                        | Federico II, XXIX margravio di Meißen                               |  |  |       |  |  |                                           |  |  |                                          |  |
|                                                                        |                                          | Elisabetta di Meißen                        | Federico II, XXIX margravio di Meißen                               |  |  |       |  |  |                                           |  |  |                                          |  |
|                                                                        |                                          | Elisabetta di Meißen                        | Matilde di Baviera                                                  |  |  |       |  |  |                                           |  |  |                                          |  |
| Eric II, VIII duca di Pomerania-Wolgast e X duca di Pomerania-Stettino |                                          | Elisabetta di Meißen                        |                                                                     |  |  |       |  |  |                                           |  |  |                                          |  |
|                                                                        | Eric II, III duca di Ratzeburg-Lauenburg | Eric I, II duca di Ratzeburg-Lauenburg      |                                                                     |  |  |       |  |  |                                           |  |  |                                          |  |
|                                                                        | Eric II, III duca di Ratzeburg-Lauenburg | Eric I, II duca di Ratzeburg-Lauenburg      |                                                                     |  |  |       |  |  |                                           |  |  |                                          |  |
|                                                                        | Eric II, III duca di Ratzeburg-Lauenburg | Elisabetta di Pomerania-Wolgast             |                                                                     |  |  |       |  |  |                                           |  |  |                                          |  |
| Eric IV, I duca di Sassonia-Lauenburg                                  | Eric II, III duca di Ratzeburg-Lauenburg |                                             |                                                                     |  |  |       |  |  |                                           |  |  |                                          |  |
|                                                                        |                                          | Agnese di Holstein-Plön                     | Giovanni III, III conte di Holstein-Plön e V conte di Holstein-Kiel |  |  |       |  |  |                                           |  |  |                                          |  |
|                                                                        |                                          | Agnese di Holstein-Plön                     | Giovanni III, III conte di Holstein-Plön e V conte di Holstein-Kiel |  |  |       |  |  |                                           |  |  |                                          |  |
|                                                                        |                                          | Agnese di Holstein-Plön                     | Caterina di Głogów                                                  |  |  |       |  |  |                                           |  |  |                                          |  |
| Sofia di Sassonia-Lauenburg                                            |                                          | Agnese di Holstein-Plön                     |                                                                     |  |  |       |  |  |                                           |  |  |                                          |  |
|                                                                        |                                          | Magnus II, V duca di Brunswick-Wolfenbüttel | Magnus I, IV duca di Brunswick-Wolfenbüttel                         |  |  |       |  |  |                                           |  |  |                                          |  |
|                                                                        |                                          | Magnus II, V duca di Brunswick-Wolfenbüttel | Magnus I, IV duca di Brunswick-Wolfenbüttel                         |  |  |       |  |  |                                           |  |  |                                          |  |
|                                                                        |                                          | Magnus II, V duca di Brunswick-Wolfenbüttel | Sofia di Brandeburgo                                                |  |  |       |  |  |                                           |  |  |                                          |  |
| Sofia di Brunswick-Wolfenbüttel                                        |                                          | Magnus II, V duca di Brunswick-Wolfenbüttel |                                                                     |  |  |       |  |  |                                           |  |  |                                          |  |
|                                                                        |                                          | Caterina di Anhalt-Bernburg                 | Bernardo III, IV principe di Anhalt-Bernburg                        |  |  |       |  |  |                                           |  |  |                                          |  |
|                                                                        |                                          | Caterina di Anhalt-Bernburg                 | Bernardo III, IV principe di Anhalt-Bernburg                        |  |  |       |  |  |                                           |  |  |                                          |  |
|                                                                        |                                          | Caterina di Anhalt-Bernburg                 | Agnese di Sassonia-Wittenberg                                       |  |  |       |  |  |                                           |  |  |                                          |  |
|                                                                        |                                          | Caterina di Anhalt-Bernburg                 |                                                                     |  |  |       |  |  |                                           |  |  |                                          |  |